# Uta Schmidt (Filmeditorin)
Uta Schmidt (* 31. Oktober 1965 in Marburg; † 14. November 2023 in Berlin) war eine deutsche Filmeditorin.

## Leben und Werk
Uta Schmidt begann ihre Karriere 1987 als Schnittassistentin bei diversen Kinospielfilmen, darunter Homo Faber (1991, Regie: Volker Schlöndorff), und  Justiz (1993, Regie: Hans W. Geißendörfer). Ab 1994 arbeitete sie als freie Editorin von fiktionalen Stoffen im Bereich Kino und Fernsehen.
Für ihre Montage-Leistung an Vier Minuten von Regisseur Chris Kraus wurde Uta Schmidt 2007 mit dem Deutschen Kamerapreis (Kategorie: Bester Schnitt Kinospielfilm) ausgezeichnet, und war für den Deutschen Filmpreis nominiert. 2008 gewann sie den Deutschen Kamerapreis in der Kategorie Bester Schnitt Fernsehfilm für den TV-Krimi Bella Block: Reise nach China.
Neben ihrer Tätigkeit als Editorin unterrichtete Uta Schmidt an der Deutschen Film- und Fernsehakademie Berlin (dffb). Sie war Mitglied im Bundesverband Filmschnitt Editor e. V. (BFS) und in der Deutschen Filmakademie, wo sie von 2009 bis 2013 als Repräsentantin der Sektion Musik/Schnitt/Tongestaltung im Vorstand aktiv war.
Am 14. November 2023 verstarb Uta Schmidt im Alter von 58 Jahren in Berlin.

## Filmografie (Auswahl)
Wo nicht anders ausgewiesen, handelt es sich um einen Kinospielfilm.
- 1997: Zuckerstücke – Regie: Arielle Artsztein
- 1998: Der Strand von Trouville – Regie: Michael Hofmann
- 1999: Fremde Freundin (TV-Spielfilm) – Regie: Anne Høegh Krohn
- 2001: Mutanten – Regie: Katalin Gödrös
- 2002: Geld Macht Sexy (TV-Spielfilm) – Regie: Anne Høegh Krohn
- 2003: Ich liebe das Leben (TV-Spielfilm) – Regie: Anna Justice
- 2004: Jargo – Regie: María Sólrún Sigurðardóttir
- 2005: Almost Heaven – Regie: Ed Herzog
- 2005: Noch einmal lieben (TV-Spielfilm) – Regie: Anna Justice
- 2006: Vier Minuten – Regie: Chris Kraus
- 2006: Schwesterherz – Regie: Ed Herzog
- 2007: Max Minsky und ich – Regie: Anna Justice
- 2008: Bella Block: Reise nach China (TV-Reihe) – Regie: Chris Kraus
- 2009: Ein Mann, ein Fjord! (TV-Spielfilm) – Regie: Angelo Colagrossi
- 2010: Poll – Regie: Chris Kraus
- 2011: Die verlorene Zeit – Regie: Anna Justice
- 2012: Schatzritter und das Geheimnis von Melusina – Regie: Laura Schroeder
- 2013: Willkommen bei Habib – Regie: Michael Baumann
- 2014: Kein Entkommen (TV-Spielfilm) – Regie: Andreas Senn
- 2014: Göttliche Funken (TV-Spielfilm) – Regie: Maria von Heland
- 2015: Verfehlung – Regie: Gerd Schneider
- 2015: Im Namen meines Sohnes (TV-Spielfilm) – Regie: Damir Lukačević
- 2015: Besuch für Emma (TV-Spielfilm) – Regie: Ingo Rasper
- 2016: Aufbruch (TV-Spielfilm) – Regie: Hermine Huntgeburth
- 2017: Happy Burnout – Regie: André Erkau
- 2018: Tatort: Der kalte Fritte (TV-Reihe) – Regie: Titus Selge
- 2018: Ella Schön (TV-Serie, 2 Folgen) – Regie: Maurice Hübner
- 2018: Das Leben vor mir (TV-Spielfilm) – Regie: Anna Justice
- 2019: Polizeiruf 110: Dunkler Zwilling (TV-Reihe) – Regie: Damir Lukačević
- 2020: Tonio & Julia (Fernsehserie, 2 Folgen) – Regie: Irina Popow
- 2021: Nord bei Nordwest – Ho Ho Ho! (TV-Reihe) – Regie: Ingo Rasper
- 2022: Tatort: Borowski und das hungrige Herz (TV-Reihe) – Regie: María Sólrún Sigurðardóttir
- 2023: Neben der Spur ist auch ein Weg (TV-Spielfilm) – Regie: Anna Justice
- 2023: 15 Jahre – Regie: Chris Kraus
- 2023: Winterwalzer (TV-Spielfilm) – Regie: Ingo Rasper

## Auszeichnungen

### Preise
- 2007: Deutscher Kamerapreis in der Kategorie Bester Schnitt Kinospielfilm für Vier Minuten
- 2008: Deutscher Kamerapreis in der Kategorie Bester Schnitt Fernsehfilm für Bella Block – Reise nach China

### Nominierungen
- 2007: Deutscher Filmpreis in der Kategorie Schnitt für Vier Minuten
- 2007: Filmplus Schnitt Preis in der Kategorie Spielfilm für Vier Minuten[8]
- 2011: Filmplus Schnitt Preis in der Kategorie Spielfilm für Poll[9]
- 2011: Preis der Deutschen Filmkritik in der Kategorie Schnitt für Poll[10]
- 2015: Filmplus Schnitt Preis in der Kategorie Spielfilm für Verfehlung[11]